# Papa, maman s'ront jamais grands
Papa, maman s'ront jamais grands est un téléfilm français de 90 minutes réalisé par Jean-Louis Bertuccelli, diffusé en en 2003.

## Synopsis
Les parents de Frank sont déficients mentaux, et pour cet enfant de onze ans, ce n'est pas facile à vivre tous les jours. Se sentant responsable d'eux, il déleste cette pression permanente en commettant des actes de vandalisme. Ses parents perdent alors sa garde et il est confié à sa tante mais l'adaptation à son nouveau foyer n'est pas aussi aisée que prévu.

## Fiche technique
- Réalisation : Jean-Louis Bertuccelli
- Scénario : Colo Tavernier

## Distribution
- Michèle Bernier : Josiane
- Gilles Détroit : Raymond
- Maxime Dambrin (alias Raoust) : Frank
- Claire Prévost : Lucette
- Christian Sinniger : Maurice
- Adrien François : Max
- Philippe Drecq : Le juge
- Fabienne Loriaux : Marie

## Accueil critique
Dans L’Humanité, Caroline Constant dénonce un « prêt-à-penser » et une « fiction bourrée de clichés », saluant cependant la prestation de Michèle Bernier dans le rôle de la tante. Dans Le Monde, Armelle Cressard décrit « un téléfilm poignant » avec des personnages touchants. La presse belge donne également des critiques positives du film, Caroline Gourdin parlant dans Le Soir d’une « histoire simple, traitée avec beaucoup de sensibilité, de douceur [qui] aborde une délicate question de société […] sans jamais se laisser aller à la sensiblerie », tandis que la critique dans La Libre Belgique parle d’un « thème délicat [traité] avec délicatesse et pas mal de bon sens même si l'écueil des phrases faciles n'est pas toujours évité ».